# Johann Gottlob Bergold
Johann Gottlob Bergold (* 24. Juli 1742 in Altenberg; † 1803) war ein deutscher Rechtswissenschaftler. 1783 ernannte ihn die Universität Leipzig anhand seiner Dissertation Dissertatio politica de iureiurando calumniae tum generali tum speciali abolendo zum Magister und später zum Doktor. Von 1784 bis 1789 unterrichtete er an der juristischen Fakultät. Auch fungierte er als Advokat und spendete einem Armenhaus 500 Taler.